# Sibirische Fiederspiere
Die Sibirische Fiederspiere (Sorbaria sorbifolia, Syn.: Spiraea sorbifolia), auch Gewöhnliche Fiederspiere, Ebereschenblättrige Fiederspiere oder meist Ebereschen-Fiederspiere genannt, ist eine Pflanzenart innerhalb der Familie der Rosengewächse (Rosaceae).

## Beschreibung

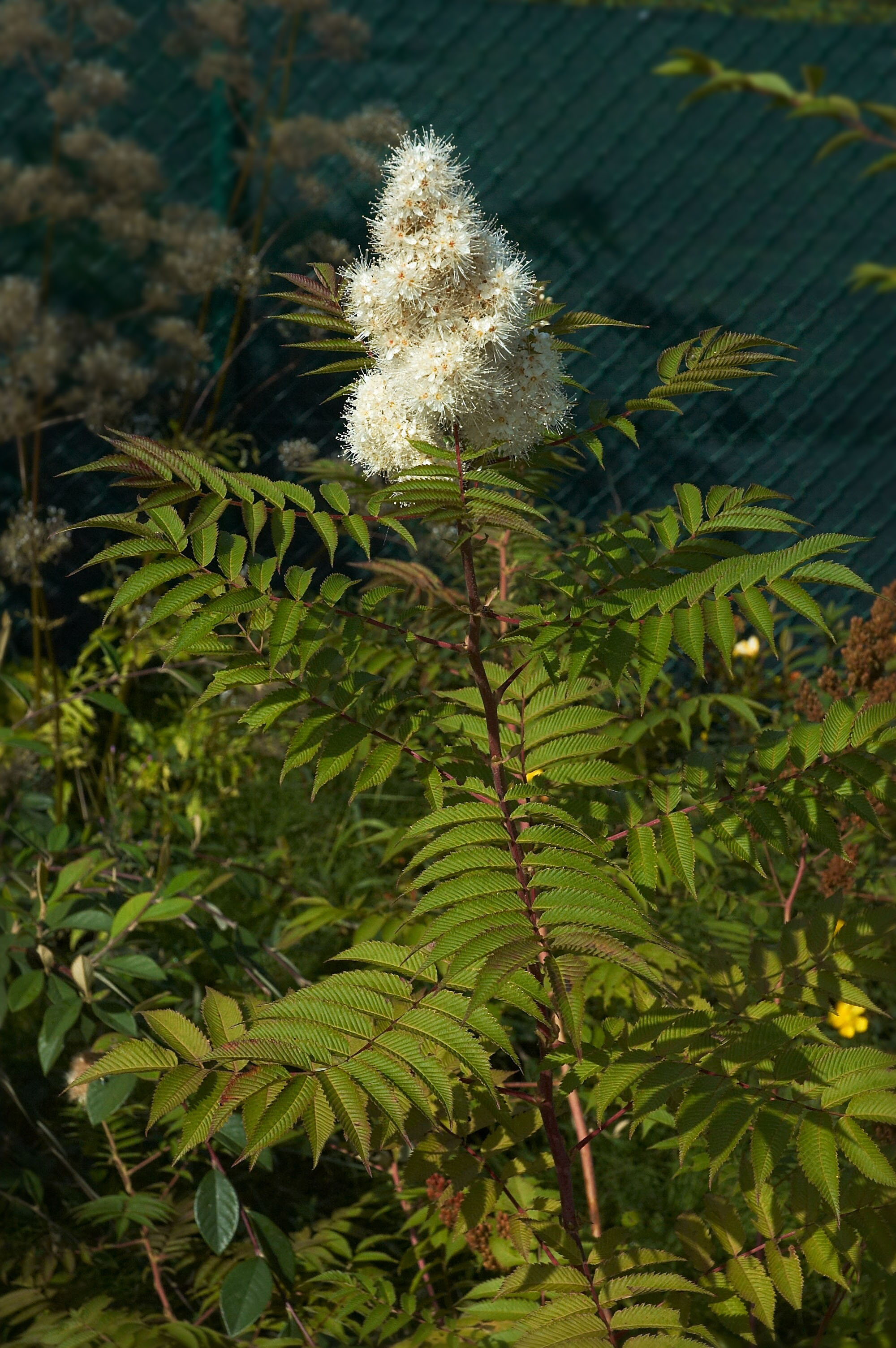
Zweig mit gefiederten Laubblättern und Blütenstand

Die Sibirische Fiederspiere wächst als laubabwerfender, aufrechter Strauch, der Wuchshöhen von bis zu 3 Metern erreicht. Er besitzt aufrechte oder aufsteigende Zweige.
Die wechselständig angeordneten Laubblätter sind in Blattstiel und -spreite gegliedert und bis zu 25 Zentimeter lang. Die Blattspreite ist unpaarig gefiedert mit 9 bis 27 Fiederblättchen. Die sitzenden, das Endblättchen ist gestielt, eiförmigen, -lanzettlichen, fast kahlen oder unterseits mehr oder weniger, teils drüsig, behaarten Blättchen haben eine Länge von 4 bis 10 Zentimetern, ein zugespitztes bis geschwänztes oberes Ende und einen doppelt gesägten Rand. Die Blättchen besitzen bis zu 20 Paare oberseits eingeprägte Seitennerven. Es sind Nebenblätter vorhanden.
Die kleinen, zwittrigen und weißen Blüten stehen in einem dichten, vielblütigen, endständigen, 10 bis 35 Zentimeter langen sowie bis zu 15 Zentimeter breiten, mehr oder weniger behaarten, teils drüsigen, rispigen Blütenstand zusammen. Die gestielten Blüten sind fünfzählig mit doppelter Blütenhülle. Die kleinen Kelchblätter sind dreieckig, außen leicht behaart und am Rand drüsig. Die ausladenden, genagelten Blütenkronblätter sind bis zu 5 Millimeter lang. Jede Blüte enthält 30 bis 50 bis zu 8 Millimeter lange, vorstehende Staubblätter. Die weißen, relativ kurzen  Griffel der mittelständigen, fast freien, einkammerigen, behaarten Stempel sind endständig am Fruchtblatt angewachsen. Es ist ein Diskus im kleinen, innen etwas behaarten Blütenbecher vorhanden.
An den aufrechten Fruchtstielen stehen kleine, bis 6,5 Millimeter lange, kurz behaarte, mehrsamige Balgfrüchte in einer Sammelbalgfrucht mit beständigem Blütenbecher und Kelch. Die Griffelreste sind zurückgekrümmt und bis zu 3,5 Millimeter lang. Die feinen, schmalen Samen sind spindelförmig und bis 5,5 Millimeter lang.
Die Chromosomenzahl beträgt 2n = 18.

## Verbreitung
Die Sibirische Fiederspiere stammt ursprünglich aus Sibirien, der Mongolei bis ins nördliche bis nordöstliche China, Korea, Japan.

## Nutzung
Die Sibirische Fiederspiere wird in den gemäßigten Breiten verhältnismäßig selten als Zierpflanze angepflanzt, weil ihre kleinen Blüten trotz langer Blütenstände nicht richtig zur Geltung kommen. Zudem neigt die Sibirische Fiederspiere wegen ihrer Ausläufer zum Verwildern. Sie eignet sich daher am ehesten als Unterwuchs  unter hohen, lichten Bäumen in weiträumigen Parks. Die Sibirische Fiederspiere stellt keine besonderen Bodenansprüche. Sie erträgt zeitweilige Trockenheit, kümmert aber etwas auf staunassen, wenig durchlüfteten Böden. Sie gedeiht sowohl bei voller Sonneneinstrahlung als auch im Halbschatten.